# Banica (Sękowa)
Pour les articles homonymes, voir Banica.
Banica (prononciation : [baˈɲit͡sa]), egalement connue sous le nom ukrainien de Banytsia (ukrainien : Баниця), est une localité polonaise de la gmina de Sękowa, située dans le powiat de Gorlice en voïvodie de Petite-Pologne.